# Pseudaptinus eubanus
Pseudaptinus eubanus är en skalbaggsart som beskrevs av Maximilien de Chaudoir. Pseudaptinus eubanus ingår i släktet Pseudaptinus och familjen jordlöpare. Inga underarter finns listade i Catalogue of Life.